# Amauris steropes
Amauris steropes är en fjärilsart som beskrevs av Stoneham 1958. Amauris steropes ingår i släktet Amauris och familjen praktfjärilar. Inga underarter finns listade i Catalogue of Life.